# Henche
Henche es un municipio y localidad española de la provincia de Guadalajara, en la comunidad autónoma de Castilla-La Mancha. El término municipal tiene una población de 84 habitantes (INE 2024).

## Historia
En el siglo XV pertenecía al Señorío y Tierras de Atienza, pasando posteriormente a pertenecer al Señorío de Cifuentes. El nombre le viene desde el siglo XV, en el que en un caballero francés llamado Dhanche se asienta en el pueblo, siendo en castellano el nombre de Henche o Enche.
A mediados del siglo XIX, el lugar contaba con una población censada de 259 habitantes. La localidad aparece descrita en el noveno volumen del Diccionario geográfico-estadístico-histórico de España y sus posesiones de Ultramar de Pascual Madoz de la siguiente manera:

HENCHE: v. con ayunt. en la prov. de Guadalajara (8 leg.), part. jud. de Cifuentes (2), aud. terr. de Madrid (18), c. g. de Castilla la Nueva, dióc. de Sigüenza (8): sit. al pie de una elevada cuesta, circunvalada de otras menores que le resguardan de los vientos E. y O.; las enfermedades mas comunes son estacionales, tercianas y dolores de costado: tiene 83 casas, la consistorial, escuela de instruccion primaria frecuenlada por 20 alumnos, á cargo de un maestro á la vez sacristan, dotado con 30 fan. de trigo; una igl. parr. (La Asuncion de Ntra. Sra), servida por un cura de provision real ú ordinaria, según el mes en que ocurra la vacante; el cementerio público se halla al N. contiguo á una ermita (San Roque), bien ventilado, y no ofende á la salud: fuera de la v. hay una fuente de buenas aguas, que provee á las necesidades domésticas del vecindario. térm.: confina N. Solanillos; E. Gárgoles de abajo; S. Gualda y Picazo, y O. el mismo Picazo; dentro de él se encuentran varias fuentes, las ermitas de San Bartolomé y San Pedro y algunos corrales de cerrar ganado: el terreno participa de montuoso, vega y valles; en lo general es de mediana calidad, le baña un riach. sin nombre, que desagua en el Tajo. caminos: los locales, todos de herradura, V la antigua carretera de Madrid á Trillo. correo: se recibe y despacha en la cab. del part. prod.: trigo, cebada, avena, aceite, nueces, cáñamo, patatas, judias y otras legumbres; leñas de roble y encinas, bellota, infinidad de yerbas aromáticas y medicinales, y buenos pastos con los que se mantiene ganado lanar, mular, asnal y de cerda; caza de liebres, conejos y perdices, algunos animales dañinos como lobos, zorras y garduñas. ind. la agrícola y un molino de aceite. comercio: esportacion de frutos sobrantes é importacion de los art. de consumo que faltan. pobl.: 73 vec., 259 alm. cap. prod.: 1.026,100 rs. imp.: 92,350. contr.: 6,594. presupuesto municipal: 1,500 se cubre con los productos de los propios y en caso de déficit por reparto vecinal.
(Madoz, 1847, p. 167)

Son conocidas las bodegas, así como las huertas, especialmente por sus tomates, calabacines, patatas, ajos, pimientos y pepinos. Otros cultivos son la cebada, el trigo y los girasoles. En la orilla del río se pueden ver gran cantidad de ciruelos y membrilleros. Cuenta con una vivienda tutelada (Vivienda Tutelada la Santa Cruz) inaugurada en el año 2001 y en la que pueden vivir hasta 10 personas.
Tras las elecciones de 2023 el pleno municipal se reparte entre PP (2 concejales) y PSOE (1 concejal), siendo alcalde Ángel Cuesta Domínguez. Con anterioridad, habían ostentado ese cargo Domingo Cándido Blanco (1991-1995, PP), Celia Cogedor (1995-2003, PP) y David Treviño (2003-2007, PP)

## Demografía
Henche cuenta con una población de 84 habitantes (INE 2024).
| Gráfica de evolución demográfica de Henche entre 1842 y 2021                                                        |
| |
| Población de derecho según los censos de población del INE Población de hecho según los censos de población del INE |

| 30            | 77 | 106 | 116 | 106 | 104 | 96 | 86 | 82 | 85 |
| (Fuente: INE) |    |     |     |     |     |    |    |    |    |

## Patrimonio

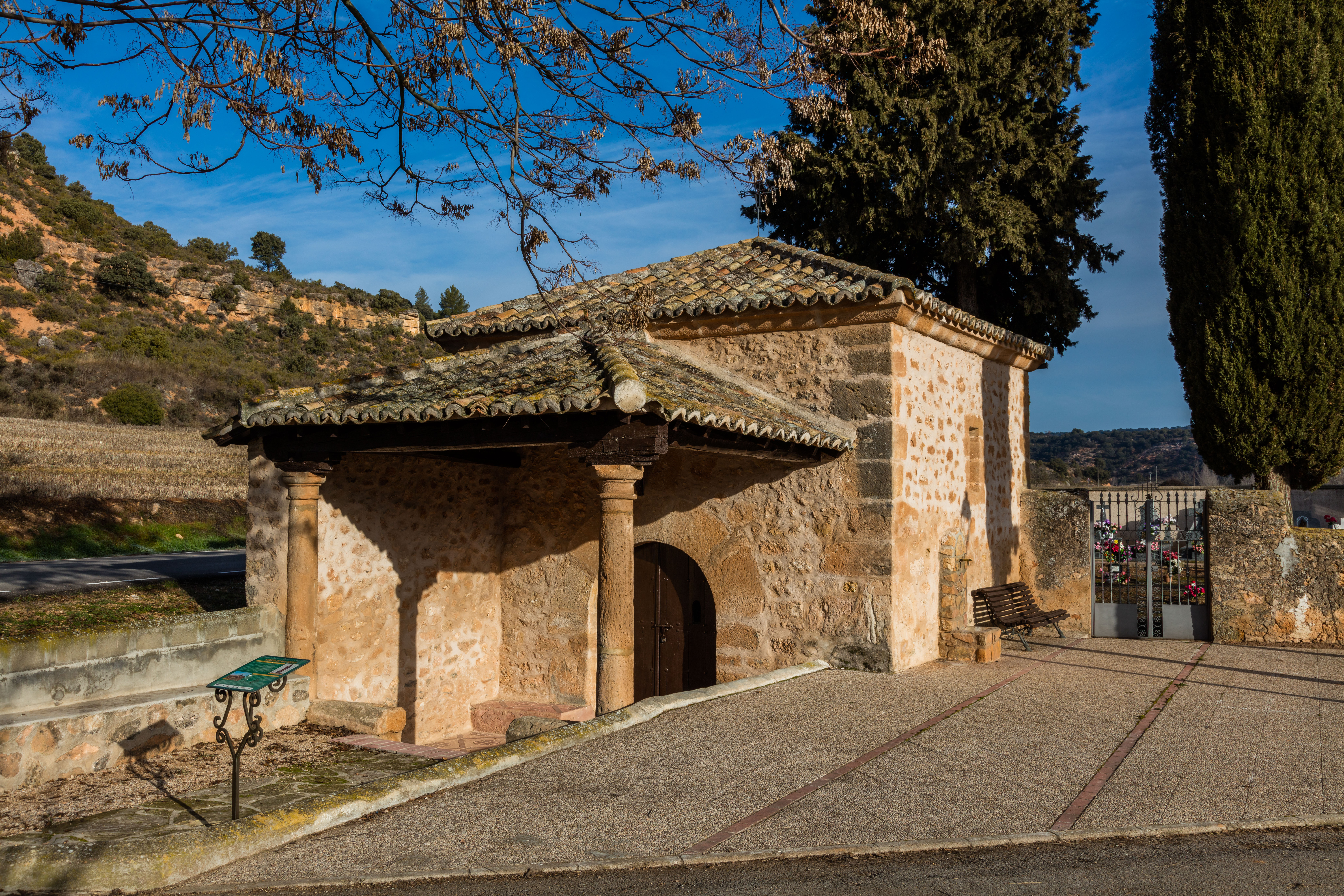
Ermita de San Roque

En la localidad se encuentran la iglesia románica de Nuestra Señora de la Asunción, la ermita de San Bartolomé (en dirección a Gualda), la de San Roque (en la entrada, junto al cementerio), un puente medieval y el horno municipal en el Pradillo y un antiguo molino aceitero del siglo XVIII, actualmente abandonado.
En 2021 se ha inaugurado el Museo del Vino de Henche en el que se recoge la historia vitivinícola de la localidad, sobre la producción de vino principalmente para consumo propio. La "Covacha de la Mora" se encuentra en lo alto del monte en la entrada del pueblo llegando de Solanillos del Extremo.

## Fiestas y celebraciones
Tiene sus fiestas patronales el 24 de agosto, en honor de san Bartolomé. El grueso de las fiestas suele comenzar el jueves de ese fin de semana, dilatándose las mismas hasta el domingo, cuando se celebra la Misa, seguida de procesión por las principales calles del pueblo y la ofrenda al patrón de la localidad para pasar a una comida popular gratuita (normalmente paella) en el Parque del Pradillo. 
Son muy conocidas las Fiestas de los Mayos, en el primer fin de semana de mayo en el que tradicionalmente los jóvenes de la localidad colocaban uno de los árboles más altos en la plaza y de la Matanza (en el primer fin de semana de diciembre). Además, el primer fin de semana de junio se realiza la tradicional romería hasta la ermita de San Bartolomé y el 16 de agosto se celebra una misa en la ermita de San Roque en honor a este Santo.

## Deporte
Hay un frontón en el centro del pueblo. Se practica el juego de bolos castellanos en el Pradillo. También hay una pista polideportiva, que incluye pista de pádel y fútbol sala, junto al riachuelo. En los alrededores de la localidad existen diversas rutas para practicar senderismo o bicicleta de montaña.